# Dolichosybra elongata
Dolichosybra elongata là một loài bọ cánh cứng trong họ Cerambycidae.